# Hubert Wilkins
George Hubert Wilkins (31 de octubre de 1888 - 30 de noviembre de 1958) fue un naturalista, explorador, fotógrafo y aviador australiano. Se graduó como ingeniero eléctrico en la Escuela de Minas e Industrias de Adelaida. Después se dedicó a la fotografía y al aprendizaje de los fundamentos de la aviación. Entre 1912 y 1913 fue corresponsal fotográfico para periódicos británicos en la Guerra de los Balcanes, y realizó también documentales filmados.
Hubert Wilkins y Eielson realizaron el 20 de diciembre de 1928 el primer vuelo exploratorio sobre la Península Antártica, bordeándola por la costa del Mar de Weddell, descubriendo y bautizando buena parte de la zona en las diez horas de travesía. El 10 de enero de 1929, realizaron otro vuelo de unas 500 millas sobre la península y luego guardaron los aviones desarmados en un hangar que levantaron en la Bahía de las Ballenas hasta el año próximo. Fueron descubiertas 300 millas de costas y se recorrieron 2500 millas de territorio antártico.

## Obra
- 1928 Flying the Arctic, Grosset & Dunlap
- 1928 Undiscovered Australia, Putnam
- 1931 Under The North Pole, Brewer, Warren & Putnam
- 1942 con Harold M. Sherman. Thoughts Through Space, Creative Age Press, republicado como Wilkins, Sir Hubert; Harold M. Sherman (2004). Thoughts Through Space: A Remarkable Adventure in the Realm of Mind. Hampton Roads Publishing Co. ISBN 1-57174-314-6.

- La abreviatura «Wilkins» se emplea para indicar a Hubert Wilkins como autoridad en la descripción y clasificación científica de los vegetales.[3]

## Abreviatura (zoología)
La abreviatura Hubert Wilkins  se emplea para indicar a Hubert Wilkins como autoridad en la descripción y taxonomía en zoología.